# Bandar Meriah (Munte)
Bandar Meriah is een bestuurslaag in het regentschap Karo van de provincie Noord-Sumatra, Indonesië. Bandar Meriah telt 729 inwoners (volkstelling 2010).